# Spangenberg
Spangenberg é um município da Alemanha, situado no distrito de Schwalm-Eder, no estado de Hesse. Tem 97,7 km² de área, e sua população em 2019 foi estimada em 6.046 habitantes.